# Jong Song-ok
Jong Song-ok (ur. 18 sierpnia 1974 w Haeju) – północnokoreańska lekkoatletka, która specjalizowała się w biegu maratońskim.
W roku 1996 brała udział w igrzyskach olimpijskich w Atlancie. Z czasem 2:35:31 zajęła wówczas 20. lokatę. Trzy lata później – w 1999 – odniosła sukces, zwyciężając w biegu maratońskim podczas lekkoatletycznych mistrzostw świata. Jest to obecnie jedyny medal w historii tej imprezy, jaki zdobyli reprezentanci Koreańskiej Republiki Ludowo-Demokratycznej (Korei Północnej). Rekord życiowy: 2:26:59 (29 sierpnia 1999, Sewilla).